# The Dark Mirror
The Dark Mirror forma part d'una sèrie de pel·lícules policíaques que el director alemany Robert Siodmak va signar per a la Universal als anys 40. Aquesta pel·lícula té una forta influència expressionista, i està centrada en una intriga que es basa en dues bessones, papers encarnats per Olivia de Havilland.

## Argument
Una jove és acusada de l'homicidi d'un metge: se l'ha vista a prop del lloc del crim en el moment que aquest ha estat comès, i no obstant això té una coartada indiscutible. La policia descobreix, a casa seva, la presència de germanes bessones, cap d'elles no confessa ni denuncia l'altra. La investigació és curta, el procediment és avortat i les dues germanes són posades en llibertat. Un tinent de policia arriba a convèncer un psiquiatre (apassionat per aquest cas i enamorat d'una de les dues dones) d'ajudar-lo a determinar, amb perill de la seva vida, qui és l'homicida.

## Repartiment
- Olivia de Havilland: Terry i Ruth Collins, dues germanes bessones
- Lew Ayres: Dr. Scott Elliott, un psicoanalista que investiga el cas de les bessones Collins
- Thomas Mitchell: El tinent de policia Stevenson, que investiga el crim comès per una de les bessones
- Richard Long: Rusty
- Charles Evans: El fiscal Girard
- Garry Owen: Franklin
- Lela Bliss: Mrs. Didriksen
- Lester Allen: George Benson, el veí de replà de la víctima
- Jean Andren: La secretària del fiscal
- Rodney Bell: L'especialista d'empremtes digitals
- Lane Chandler: L'intern
- Jack Cheatham: Un policia
- Ben Erway: Un tinent de policia
- Bess Flowers: Una dona a la discoteca

## Propòsit del film
La psiquiatria (i sovint la psicoanàlisi) és en un lloc d'honor en el gènere del Cinema negre americà. Aquí es tracta de determinar quina de les dues germanes pateix disturbis de la personalitat, amb diferents tests, sobretot el test de Rorschach.
Diverses escenes ens fan compartir la intimitat de Ruth i de Terry, veiem els seus informes precisar-se i evolucionar, sense que abordin mai directament l'assassinat.

## Al voltant de la pel·lícula
- Olivia de Havilland va estar molt de temps limitada a papers de ingénues i secundaris, sobretot en films d'aventures amb Errol Flynn.[1] El 1946, alliberada del seu contracte amb la Warner Bros., l'actriu comença una brillant segona amb l'ambició de posar els seus talents dramàtics en valor. Aquest any li va ser molt prolífic, i roda quatre films com La vida íntima de Jody Norris pel qual obtindrà el seu primer Oscar i The Dark Mirror que li dona l'ocasió somiada d'interpretar el doble paper de germanes bessones.[2] Olivia de Havilland declararà: « Aquest va ser un film extremadament dur de fer. Els problemes tècnics pel doble paper van ser molt difícils de resoldre i la terrible Terry que he hagut d'interpretar al film continua perseguint-me encara avui.[3] »El critic James Agee ha escrit igualment « Olivia de Havilland va ser molt de temps una dels més belles dones del cinema. Actualment, l'actriu no és només maca, sinó que ha après a actuar. No té un talent extraordinari però la seva interpretació ha esdevingut reflexionada, tranquil·la i sostinguda – un regal per als ulls. »[4][5]
- El film marca igualment el retorn de Lew Ayres. Absent de les pantalles des de 1941, data en la qual es declara objector de consciència,[6] rebutjant portar l'uniforme durant la Segona Guerra mundial i els seus films són boicotejats. Va llavors als serveis mèdics de l'exèrcit americà i es distingeix sota el foc a la Guerra del Pacífic. Cosa que li valdrà el seu retorn a la pantalla.
- Guionista a Hollywood on s'havia refugiat durant la guerra, l'escriptor francès Vladimir Pozner va ser nominat a l'Oscar per la història original de El doble enigma.
- Guionista i productor de The Dark Mirror, Nunnally Johnson ho va ser igualment per, entre d'altres, John Ford (No he matat Lincoln, El raïm de la ira), Fritz Lang (La dona del quadre) o William A. Wellman (La Boja Història de Roxie Hart). Comença com a director l'any 1954 amb La gent de la nit amb Gregory Peck.
- Es poden establir comparacions amb el film mexicà, contemporani, de Roberto Gavaldón, La otra amb Dolores del Río en el paper principal.